# Chaussenac
Chaussenac est une commune française située dans le département du Cantal, en région Auvergne-Rhône-Alpes.

## Géographie
La commune de Chaussenac est située dans l'arrondissement et le canton de Mauriac (elle appartenait au canton de Pleaux jusqu'en 2014). Elle est limitée au nord par la commune de Brageac (séparées par le ruisseau d'Ostenac) et au sud par la commune de Barriac-les-Bosquets. À l'est, c'est la commune d'Ally et à l'ouest, les communes de Tourniac et de Pleaux qui sont ses bordures.
Les travaux de Ribier du Chatelet nous révèlent que le sol de la commune est en partie volcanique et en partie composé de terrains primitifs, mélangés de gneiss et de schiste-micacé.

### Communes limitrophes
Les communes limitrophes sont  Ally, Barriac-les-Bosquets, Brageac et Pleaux.
| Pleaux (Tourniac)    | Brageac    |      |
|                      | Chaussenac | Ally |
| Barriac-les-Bosquets |            |      |

### Climat
Pour des articles plus généraux, voir Climat d'Auvergne-Rhône-Alpes et Climat du Cantal.
En 2010, le climat de la commune est de type climat de montagne, selon une étude du CNRS s'appuyant sur une série de données couvrant la période 1971-2000. En 2020, Météo-France publie une typologie des climats de la France métropolitaine dans laquelle la commune est exposée à un climat de montagne ou de marges de montagne et est dans la région climatique  Ouest et nord-ouest du Massif Central, caractérisée par une pluviométrie annuelle de 900 à 1 500 mm, maximale en automne et en hiver. 
Pour la période 1971-2000, la température annuelle moyenne est de 9,7 °C, avec une amplitude thermique annuelle de 15,1 °C. Le cumul annuel moyen de précipitations est de 1 343 mm, avec 12,1 jours de précipitations en janvier et 8,2 jours en juillet. Pour la période 1991-2020, la température moyenne annuelle observée sur la station météorologique de Météo-France la plus proche, sur la commune de Saint-Privat à 15 km à vol d'oiseau, est de 10,7 °C et le cumul annuel moyen de précipitations est de 1 324,6 mm,. Pour l'avenir, les paramètres climatiques de la commune estimés pour 2050 selon différents scénarios d'émission de gaz à effet de serre sont consultables sur un site dédié publié par Météo-France en novembre 2022.

## Urbanisme

### Typologie
Au 1er janvier 2024, Chaussenac est catégorisée commune rurale à habitat très dispersé, selon la nouvelle grille communale de densité à 7 niveaux définie par l'Insee en 2022.
Elle est située hors unité urbaine et hors attraction des villes,.

### Occupation des sols
L'occupation des sols de la commune, telle qu'elle ressort de la base de données européenne d’occupation biophysique des sols Corine Land Cover (CLC), est marquée par l'importance des territoires agricoles (81,1 % en 2018), en augmentation par rapport à 1990 (80,1 %). La répartition détaillée en 2018 est la suivante : prairies (74,1 %), forêts (17,1 %), zones agricoles hétérogènes (7,1 %), zones urbanisées (1,8 %). L'évolution de l’occupation des sols de la commune et de ses infrastructures peut être observée sur les différentes représentations cartographiques du territoire : la carte de Cassini (XVIIIe siècle), la carte d'état-major (1820-1866) et les cartes ou photos aériennes de l'IGN pour la période actuelle (1950 à aujourd'hui).

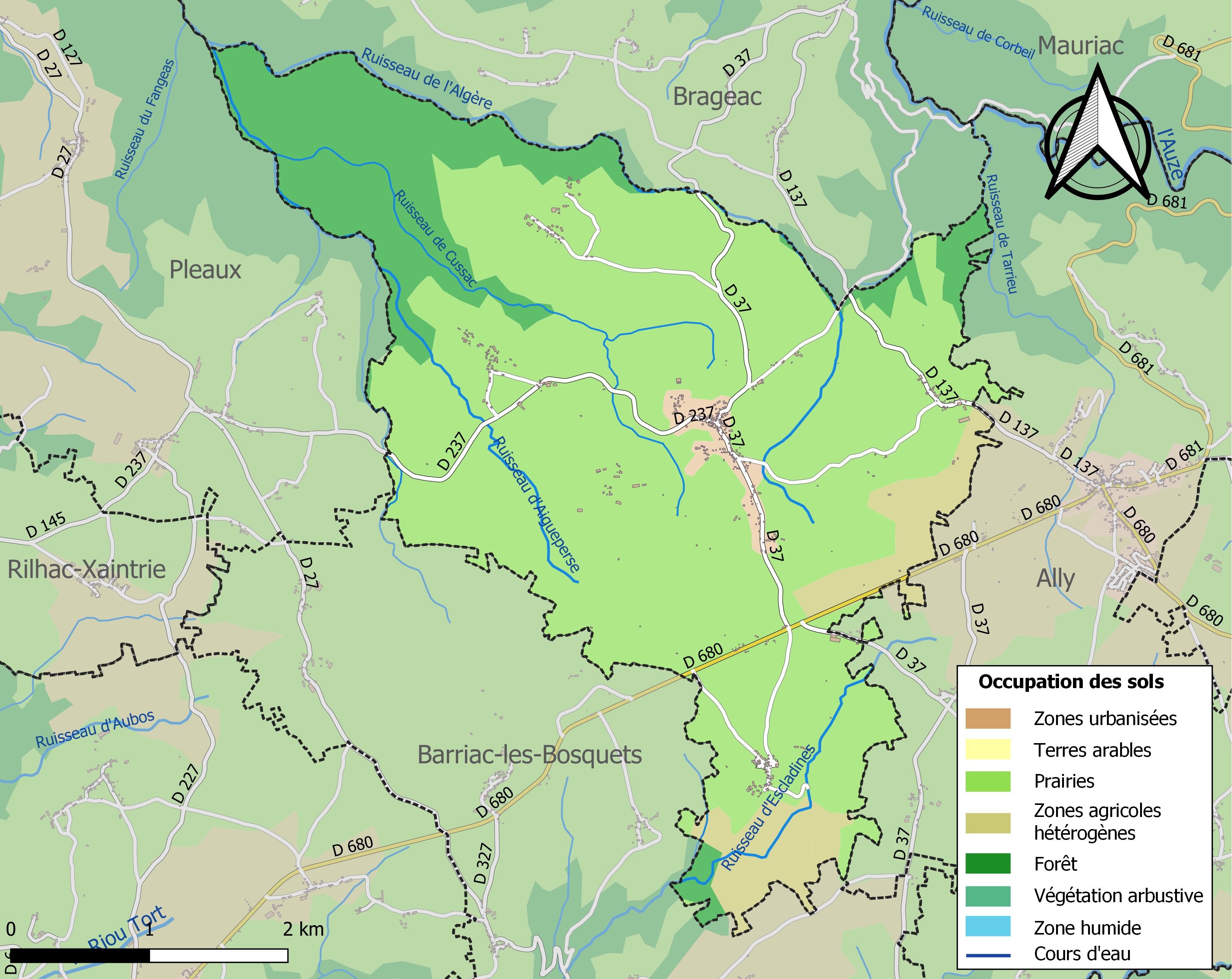
Carte des infrastructures et de l'occupation des sols de la commune en 2018 (CLC).

### Habitat et logement
En 2018, le nombre total de logements dans la commune était de 205, alors qu'il était de 208 en 2013 et de 199 en 2008.
Parmi ces logements, 53,9 % étaient des résidences principales, 37,4 % des résidences secondaires et 8,6 % des logements vacants. Ces logements étaient pour 95,6 % d'entre eux des maisons individuelles et pour 4,4 % des appartements.
Le tableau ci-dessous présente la typologie des logements à Chaussenac en 2018 en comparaison avec celle du Cantal et de la France entière. Une caractéristique marquante du parc de logements est ainsi une proportion de résidences secondaires et logements occasionnels (37,4 %) supérieure à celle du département (20,4 %) et à celle de la France entière (9,7 %). Concernant le statut d'occupation de ces logements, 82,7 % des habitants de la commune sont propriétaires de leur logement (81 % en 2013), contre 70,4 % pour le Cantal et 57,5 pour la France entière.
| Typologie                                               | Chaussenac | Cantal | France entière |
| ------------------------------------------------------- | ---------- | ------ | -------------- |
| Résidences principales (en %)                           | 53,9       | 67,7   | 82,1           |
| Résidences secondaires et logements occasionnels (en %) | 37,4       | 20,4   | 9,7            |
| Logements vacants (en %)                                | 8,6        | 11,9   | 8,2            |

## Histoire
| Période                                  | Période | Identité                      | Étiquette | Qualité |
| ---------------------------------------- | ------- | ----------------------------- | --------- | ------- |
| Les données manquantes sont à compléter. |         |                               |           |         |
| avant 1228                               |         | Pierre La Charrayra           |           |         |
|                                          | 1560    | Pierre Rigal                  |           |         |
| 1560                                     |         | Guillaume de Scorailles       |           |         |
| 1590                                     |         | Simon Marion                  |           |         |
| 1599                                     |         | Louys Dufau                   |           |         |
| 1600                                     |         | Antoine Besse                 |           |         |
| 1608                                     |         | Guy Guron                     |           |         |
| 1608                                     |         | Jacques Dumas                 |           |         |
| 1615                                     |         | Guillaume Delmas (Dumas)      |           |         |
| avant 1627                               |         | Guillaume Aujolye             |           |         |
| 1627                                     |         | Emery Guy                     |           |         |
| 1645                                     |         | Géraud Fabre                  |           |         |
| 1664                                     | 1693    | Jacques Du Breuil             |           |         |
| 1694                                     | 1703    | Antoine Autier de Villemontée |           |         |
| 1704                                     | 1716    | Antoine Gilbert               |           |         |
| 1716                                     | 1737    | Pierre Lachambre              |           |         |
| 1738                                     | 1752    | Bourret Roche                 |           |         |
| 1752                                     | 1780    | Antoine Basset                |           |         |
| 1780                                     | 1790    | Jean Girbes                   |           |         |
| 1790                                     | 1812    | Antoine Dabertrand            |           |         |

## Politique et administration

### Découpage territorial
La commune de Chaussenac est membre de la communauté de communes du Pays de Salers, un établissement public de coopération intercommunale (EPCI) à fiscalité propre créé le 19 décembre 2003 dont le siège est à Salers. Ce dernier est par ailleurs membre d'autres groupements intercommunaux.
Sur le plan administratif, elle est rattachée à l'arrondissement de Mauriac, à la circonscription administrative de l'État du Cantal et à la région Auvergne-Rhône-Alpes.
Sur le plan électoral, elle dépend du canton de Mauriac pour l'élection des conseillers départementaux, depuis le redécoupage cantonal de 2014 entré en vigueur en 2015, et de la deuxième circonscription du Cantal  pour les élections législatives, depuis le dernier découpage électoral de 2010.

### Liste des maires
| Période                                  | Période    | Identité                                 | Étiquette | Qualité                                            |
| ---------------------------------------- | ---------- | ---------------------------------------- | --------- | -------------------------------------------------- |
| Les données manquantes sont à compléter. |            |                                          |           |                                                    |
| 1795                                     |            | Pierre Badal                             |           | Jean Mialavet                                      |
| 1799                                     | après 1813 | Pierre Laden                             |           |                                                    |
| avant 1868                               |            | Guillaume Lescure                        |           |                                                    |
| avant 1880                               |            | Odon Antoine Lachaze                     |           |                                                    |
| mai 1935                                 | 1953       | Abel, Casimir, Etienne, "Gaston" Gineste |           | Docteur en droit, Titulaire de la Légion d'Honneur |
|                                          | 1960       | Docteur Albert Gineste                   |           | Décédé en 1960                                     |
| 1960                                     | 1989       |                                          |           | Adjoint : Vigier                                   |
| mars 1989                                | 2020       | Jacques Klem                             | PS        | Retraité Fonction publique                         |
| 2020                                     | En cours   | Jean-Marc Delbos                         |           |                                                    |

## Démographie
L'évolution du nombre d'habitants est connue à travers les recensements de la population effectués dans la commune depuis 1793. Pour les communes de moins de 10 000 habitants, une enquête de recensement portant sur toute la population est réalisée tous les cinq ans, les populations de référence des années intermédiaires étant quant à elles estimées par interpolation ou extrapolation. Pour la commune, le premier recensement exhaustif entrant dans le cadre du nouveau dispositif a été réalisé en 2004.

En 2022, la commune comptait 223 habitants, en évolution de +1,36 % par rapport à 2016 (Cantal : −1,08 %, France hors Mayotte : +2,11 %).
| 1793 | 1800 | 1806  | 1821 | 1831 | 1836 | 1841 | 1846 | 1851 |
| ---- | ---- | ----- | ---- | ---- | ---- | ---- | ---- | ---- |
| 878  | 645  | 1 031 | 923  | 970  | 972  | 950  | 996  | 808  |

| 1856 | 1861 | 1866 | 1872 | 1876 | 1881 | 1886 | 1891 | 1896 |
| ---- | ---- | ---- | ---- | ---- | ---- | ---- | ---- | ---- |
| 831  | 840  | 822  | 758  | 770  | 790  | 777  | 816  | 851  |

| 1901 | 1906 | 1911 | 1921 | 1926 | 1931 | 1936 | 1946 | 1954 |
| ---- | ---- | ---- | ---- | ---- | ---- | ---- | ---- | ---- |
| 778  | 804  | 847  | 842  | 861  | 930  | 812  | 810  | 540  |

| 1962 | 1968 | 1975 | 1982 | 1990 | 1999 | 2004 | 2006 | 2009 |
| ---- | ---- | ---- | ---- | ---- | ---- | ---- | ---- | ---- |
| 466  | 438  | 405  | 340  | 259  | 232  | 246  | 247  | 234  |

| 2014 | 2019 | 2022 | - | - | - | - | - | - |
| ---- | ---- | ---- | - | - | - | - | - | - |
| 227  | 218  | 223  | - | - | - | - | - | - |

## Culture locale et patrimoine

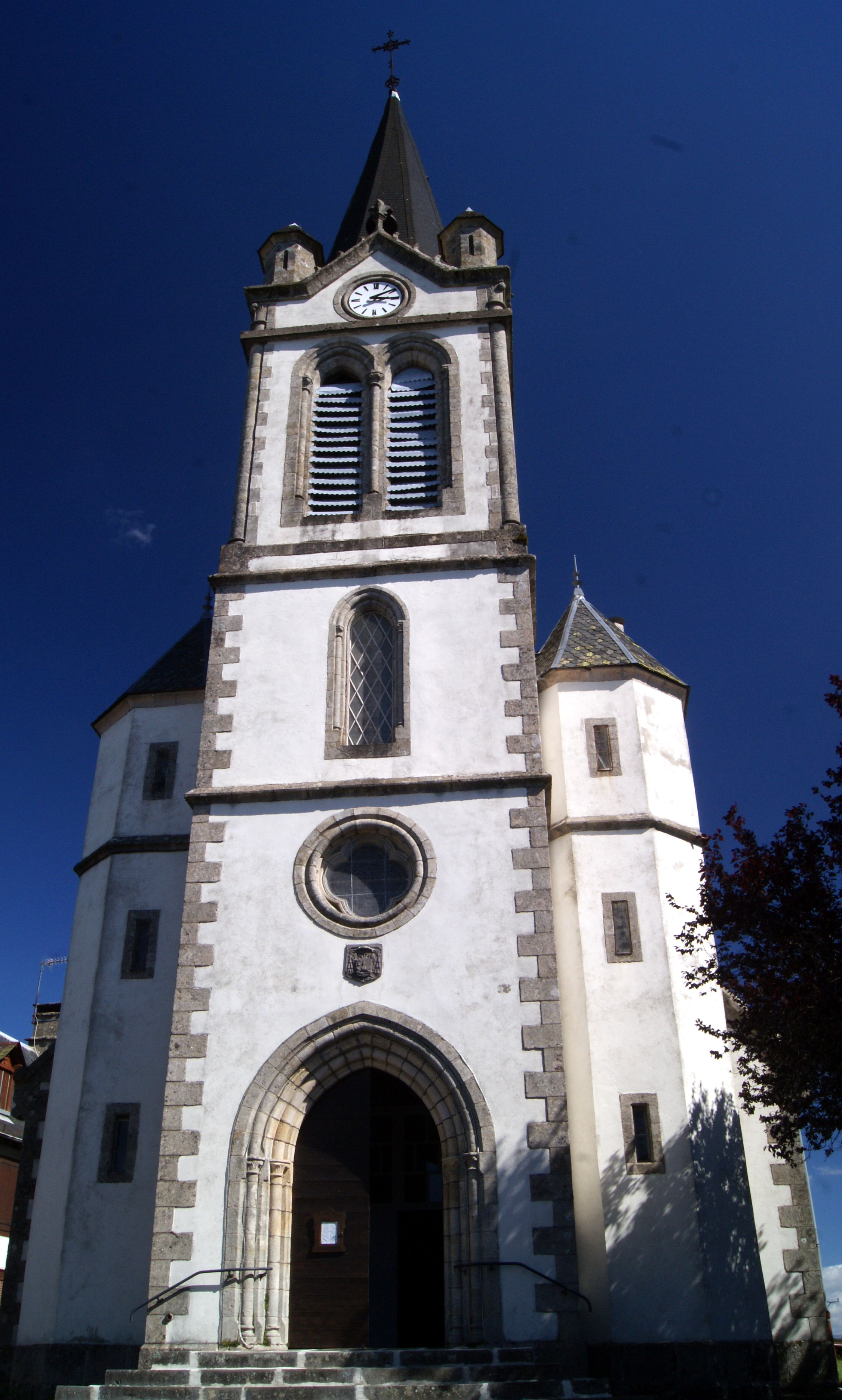
Église de Chaussenac.

### Lieux et monuments
- Église Saint-Étienne[21].

### Personnalités liées à la commune
- Jean-Pierre Pagis, né en 1835 à Pleaux, curé de Chaussenac (1873-1878), y mourut en 1908.
- Rosa Bonheur, dont la famille possédait une maison à l'entrée du bourg, avec le tympan en surcharge 1634[22].